# Triumph Tiger Explorer
La Triumph Tiger Explorer è una motocicletta prodotta dalla casa motociclistica inglese Triumph Motorcycles dal 2012.

## Descrizione
Presentata in anteprima all'EICMA nel novembre 2011 e prodotto a Hinckley in Inghilterra, è disponibili in due modelli; la Tiger 1200 GT e la Tiger 1200 Rally. Entrambi i modelli hanno specifiche simili, ma la Rally è dotata di un allestimento orientato alla guida in fuoristrada con ruote a raggi invece di quelle in fusione di alluminio che si trovano sulla GT. 
Il motore è un tricilindrico da 1215 cm³, con distribuzione bialbero a 12 valvole, 4 per cilindro con alimentazione ad iniezione indiretta e coadiuvato da un cambio a 6 marce con trasmissione finale a cardano. Le quattro valvole per cilindro sono azionate da due alberi a camme in testa mossi tramite catena. I cilindri hanno un alesaggio di 85,6 mm, una corsa di 71,4 mm e un rapporto di compressione di 11:1. Il trattamento dei gas di scarico viene effettuato da un catalizzatore che al debutto soddisfaceva la classe di inquinanti Euro 3, ma dal 2016 è stato aggiornato all'Euro 4. I tre collettori di scarico confluiscono in un silenziatore posteriore in acciaio inossidabile posto sul lato destro.
La moto è costruita su di un telaio tubolare in acciaio, coadiuvato da un sistema sospensivo costituito da un forcellone monobraccio in alluminio al posteriore e una forcella telescopica a steli rovesciati con un diametro di 46 mm all'anteriore. La frenata viene garantita da due pinze radiali a 4 pistoncini con dischi da 305 mm di diametro all'anteriore e un disco da 282, ma con pinze a 2 pistoncini al posteriore.
Nel 2017 è stata sottoposta ad un pesante restyling sia a livello tecnico che estetico, cambiando denominazione in Tiger 1200.